# Lyngås
Lyngås är en ort i Ölmevalla socken i Kungsbacka kommun, Hallands län. Området avgränsades fram till 2010 som en separat småort med namnet Lyngås (norra delen), från 2015 räknas det till tätorten Åsa.  